# Charley Toorop
Annie Caroline Pontifex (Charley) Toorop (Katwijk (Zuid-Holland), 24 maart 1891 – Bergen (Noord-Holland), 5 november 1955) was een Nederlandse schilder en lithograaf.

## Leven

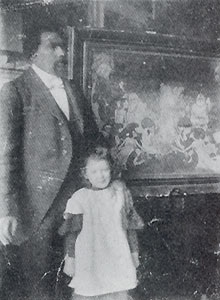
Jan Toorop en zijn dochter Charley poseren bij De drie bruiden, 1895

Annie Caroline Pontifex Toorop, roepnaam Charley, werd in 1891 geboren in Katwijk. Haar vader was de bekende symbolistische schilder Jan Toorop en haar moeder was Annie Hall, een Engelse vrouw die Toorop in Brussel had leren kennen. Het huwelijk tussen Jan en Annie verliep stroef en er was weinig liefde tussen het echtpaar te herkennen. Dit, en het feit dat Charleys moeder haar op strenge, Victoriaanse-Katholieke wijze opvoedde, maakte Charleys jeugd moeilijk en enigszins ongelukkig. Waar haar moeder kil en streng was, was haar vader warm, liefhebbend en behulpzaam. Toen Charley klein was mocht ze bij hem en zijn interessante kunstenaarsvrienden zitten. Op latere leeftijd hielp haar vader haar bij het schilderen en bood hij zijn dochter financiële steun. Als kind al bleek dat Charley veel muzikaal talent had. Haar ouders zagen voor haar een carrière als violiste voor zich en vooral haar moeder zorgde voor veel druk op dit vlak. Een groot deel van haar jeugd bestond dan ook uit rondreizen en een strenge muzikale opleiding. Ondanks haar muzikale talent koos ze voor een carrière in de beeldende kunst, hoewel schilderen haar moeilijker afging dan muziek maken. Toen Toorop achttien werd, ontmoette ze de filosofiestudent Henk Fernhout, met wie ze in 1912 trouwde. Hoewel haar ouders het hier niet mee eens waren kreeg Toorop toch toestemming voor het huwelijk, waarschijnlijk omdat ze toen al zwanger was van haar eerste kind. In het begin van het huwelijk had ze nauwelijks contact met haar ouders, die een grote afkeer hadden jegens Fernhout en het huwelijk afkeurden. In hetzelfde jaar werd Eddy Fernhout geboren. Later zou blijken dat Toorop een duidelijke voorkeur had voor Eddy, omdat hij schildertalent had en de Toorop-dynastie zou kunnen voortzetten. In 1913 werd John Fernhout geboren en drie jaar later Annetje. Het huwelijk tussen Charley en Henk was ongelukkig en leed onder de drank- en agressieproblemen van Henk. Toorop had veel liefde en waardering voor haar kinderen, maar het schilderen had voor haar altijd de prioriteit. Omdat ze zo druk was met haar werk werden de kinderen grotendeels door kindermeisjes opgevoed. Annetje, de jongste dochter, werd zelfs naar haar grootouders gestuurd. Na de scheiding van Fernhout in 1917 had Toorop wisselende relaties met andere kunstenaars. Deze waren vaak van relatief korte duur maar eindigden bijna altijd in een vriendschap. Toorop kende veel kunstenaars via haar vader, maar ook uit jongere generaties. Deze vriendschappen zorgden niet alleen voor kunstinspiratie en goede discussies, ze hielpen ook mee aan haar carrière. Ze was bijvoorbeeld bevriend met H.P. Bremmer, een kunstcriticus die Helene Kröller-Müller adviseerde. Bovendien had ze contact met Piet Mondriaan die in 1920 een appartementje voor haar regelde in Parijs. Na terugkomst uit Parijs liet ze de Amsterdamse School-architect Piet Kramer een huis in Bergen bouwen, genaamd "De Vlerken", waar ze eindelijk een goed atelier had. Later is ze nog vaker verhuisd en heeft ze veel gereisd, maar "De Vlerken" heeft ze bijna haar hele leven gehouden. In het jaar 1928 overleed haar vader Jan Toorop, en een jaar later haar moeder Annie Hall. Toorop zou pas na de dood van haar vader een duidelijke eigen schilderstijl gaan ontwikkelen. Tijdens de Tweede Wereldoorlog begon Toorop aan haar bekende portret De Drie Generaties. Een samengesteld portret van haar vader, haarzelf en haar zoon Eddy. In het jaar 1947 kreeg Toorop een beroerte, waardoor ze rechts volledig verlamd raakte en ze niet meer goed kon praten. Dankzij haar wilskracht en therapie kon ze uiteindelijk lopen en met wat moeilijkheden spreken. In november 1955 overleed ze. Tot haar dood ging ze door met schilderen. Tegenwoordig zijn haar werken te zien in bekende musea zoals het Kröller-Müller Museum, Museum MORE, Centraal Museum Utrecht en het Museum Boijmans van Beuningen.

### Familie en woonplaatsen
Charley Toorop werd schoonmoeder van Rachel Fernhout-Pellekaan (de eerste vrouw van zoon Edgar) en later ook van de bekende fotografe Eva Besnyö, die in 1933 trouwde met zoon John Fernhout. Later werd ze grootmoeder van de kunstschilder Rik Fernhout, de enige zoon uit het huwelijk van Edgar Fernhout met diens tweede vrouw Netje.
Na een kort verblijf in Amsterdam van 1917 tot 1919 huurde Toorop drie jaar lang voor het hele gezin een boerenhuis mét atelier in Schoorl; de kinderen werden in deze jaren veelvuldig door haar geportretteerd. De winter van 1920-21 bracht ze met haar zoons Edgar en John door in Parijs, terwijl Annetje bij opa en oma in Den Haag verbleef. Met hulp van Piet Mondriaan had ze een appartement in Parijs gevonden. Mondriaan en Toorop trokken vaak met elkaar op, de vele musea in. In 1921 werd haar toekomstige huis annex atelier "de Vlerken" gebouwd, betaald door Jan Toorop, na de scheiding van Fernhout en daarmee verzoend met haar ouders. Ze zou zich er pas later definitief vestigen.
In 1926 verhuisde ze met de kinderen naar Amsterdam en een jaar later trok ook de historicus en anarchist Arthur Lehning bij hen in. De verhuizing naar Amsterdam was deels ingegeven door haar wens om directer betrokken te zijn bij het moderne-kunstgebeuren in de hoofdstad. Zo raakte zij betrokken bij de Filmliga aldaar en bij het door Lehning geleide, internationale tijdschrift i10. Zij hielp ook mee met de organisatie van de twee ASB-tentoonstellingen (Architecten, Schilders, Beeldhouwers) in 1928. Het huis van Toorop aan de Leidsegracht 48 werd een ontmoetingsplaats van avant-gardistische kunstenaars, onder wie de architect Gerrit Rietveld, de filmer Joris Ivens en de schilder Carel Willink.
Inmiddels was ook zoon Edgar Fernhout met schilderen begonnen en hij kwam intensief in contact met frequent bezoekende kunstenaars. Op advies van H.P. Bremmer zag zij er vanaf 1929 streng op toe dat Edgar met name stillevens schilderde. Ze waakte er zorgvuldig voor dat haar zoon niet het pad zou volgen van de surrealistische kunstenaars of van de Nieuwe Zakelijkheid; realisme bleef voor Edgars schildersopleiding de norm, net als voor haar eigen stijl. In 1930 ging haar tweede zoon, John, naar Berlijn om daar de filmopleiding te volgen; dochter Annetje bleef thuis.
Van 1930 tot in 1932 verbleef Toorop met Arthur Lehning in Parijs, waar ze o.a. contact had met Jean Arp en diens vrouw Sophie Taeuber-Arp en met de surrealistische kunstenaar Max Ernst. Ze reisde in deze periode regelmatig door Europa, samen met Lehning.

## Werk
Toorop maakte vanaf 1916 deel uit van de kunstenaarsgroep Het Signaal, die een diepe beleving van de werkelijkheid voorstond door kleuren en lijnen zwaar aan te zetten en felle kleurcontrasten aan te brengen. Ze wordt mede daarom ook wel gerekend tot de Bergense School.
Haar nietsontziend realisme heeft iets magisch. In 1917 vroeg ze zich al af:
Is de natuurlijke verschijning de werkelijkheid... of is aan haar vorm alleen te betasten het meest onwerkelijke dat voor ons verschijnt? Dit onwerkelijke, wat het meest werkelijke is.
Toorop zou in 1921 tijdens haar verblijf in Parijs de voor haar zo belangrijke Egyptische Fajoemportretten ontdekken in een museum, die haar sterk fascineerden vanwege de actieve wijze van kijken door de afgebeelde persoon. Dit thema zou later in veel van haar schilderijen terugkomen: de geportretteerde mensen in haar doeken kijken de toeschouwer onverbloemd en direct aan, meestal met wijd open ogen.
In 1926 had ze zich gevestigd in Amsterdam, waar haar schilderkunst invloed onderging van de film. Frontaal geschilderde figuren staan afzonderlijk naast elkaar, alsof ze door lampen op een filmset zijn uitgelicht. Haar stillevens vertonen verwantschap met het synthetisch kubisme van Juan Gris. Vanaf 1930 schilderde ze veel vrouwenfiguren, ook naakten en zelfportretten, in een krachtige, realistische stijl. In een gesprek in 1930 maakte ze de opmerking:
..een geschilderd of geteekend portret moet meer lijken, dan een photo. Een photo geeft niet meer dan een moment, maar in een goed geschilderd portret herken je iemand in al z'n uitdrukkingen. Je moet er iedere dag weer iets anders in kunnen zien.
In hetzelfde jaar gaf ze in een interview haar kritiek op de nieuwe zakelijkheid, waarmee ze haar eigen streven verduidelijkte:
Eerlijk gezegd heb ik hartgrondig het land aan de moderne Duitsche kunst [ze bedoelt hier de Neue Sachlichkeit ]. Ik vind dat geen kunst. 't Is journalistiek. Als je een ding van Braque ziet, daar zit kultuur in. Ja, interessant is 't [de Duitse moderne kunst], maar interessant is een akelig woord; dat is nou juist een woord, dat op die kunst past, vooral op Dix. Die menschen groeien niet. Ze gaan dadelijk alles systematiseeren. Hun intellect zit hen in de weg.

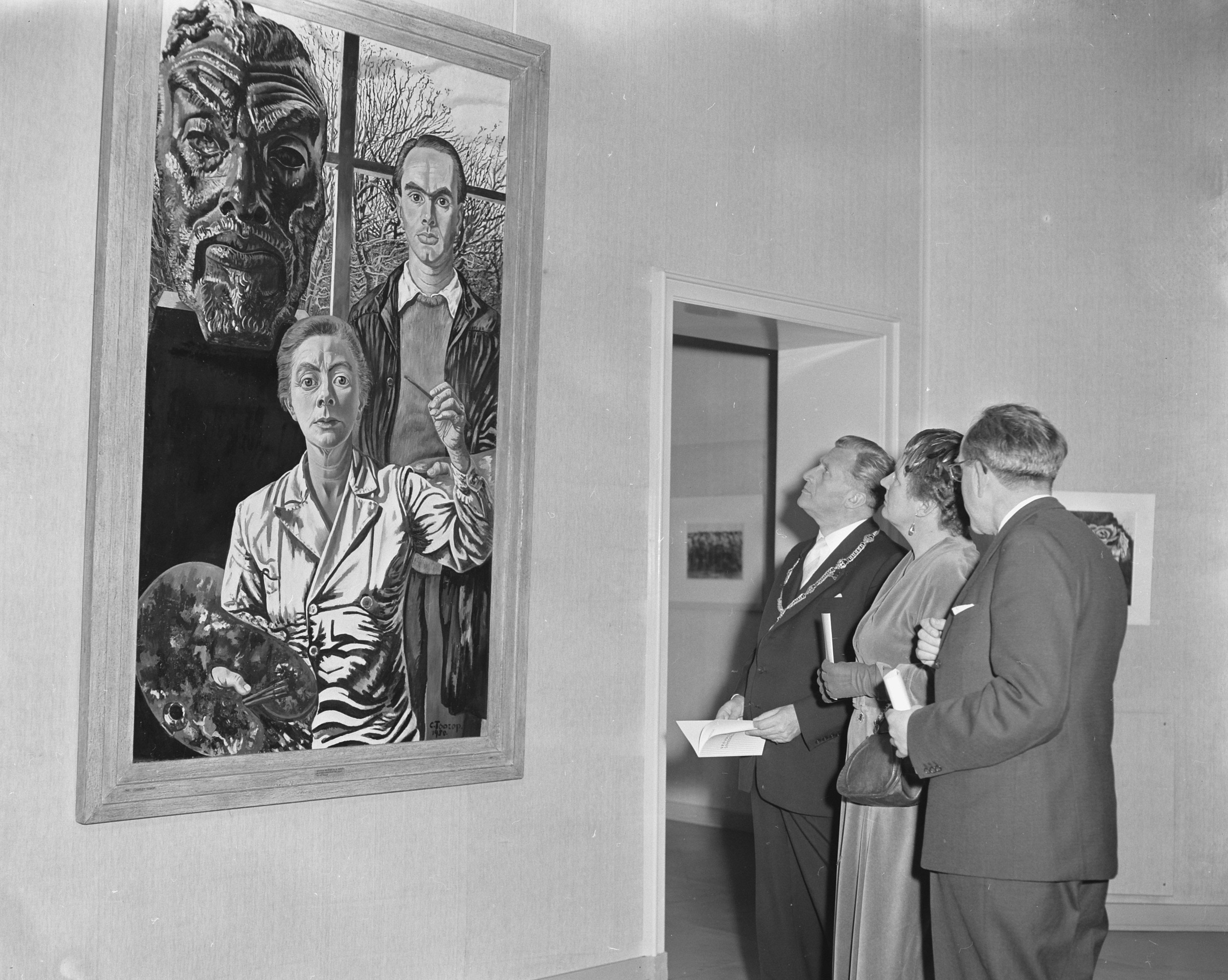
Koningin Juliana bekijkt samen met burgemeester Matser en de museumdirecteur A.J. de Lorm het schilderij Drie generaties in museum Arnhem, 1955

Bekend is haar latere monumentale doek De Drie Generaties (1950); het is een groot 'generatie-portret' waarin ze een portret van haarzelf verwerkte - op de voorgrond in het midden -, een gebeeldhouwde portretkop van haar vader Jan Toorop door John Rädecker linksboven en het portret van haar zoon Edgar rechtsboven. Ze begon eraan in 1947 en heeft jarenlang aan dit schilderij gewerkt. Ze moest vaak noodgedwongen wachten, o.a. door een attaque in 1949 en omdat zoon Edgar niet altijd lust had om voortdurend voor zijn moeder model te staan in "De Vlerken" in Bergen. In dit schilderij zijn waarheidsliefde en zin voor symboliek verenigd.
Belangrijke werken van Charley Toorop zijn te zien in het Kröller-Müller Museum te Otterlo, dat een aanzienlijke collectie schilderijen van haar bezit. Het door haar ontworpen en in haar opdracht gebouwde huis "De Vlerken" aan de Buerweg 19 in Bergen (Noord-Holland) staat er nog steeds, zij het (na een brand) met dakpannen in plaats van met een rieten dak.
Toorop was een van de kunstenaars die in 1947 aan de wieg van het KunstenaarsCentrumBergen (KCB) stonden. In 1952 werd Toorop door de Stichting Kunstenaarsverzet 1942-1945 gelauwerd met de Prijs van de Stichting Kunstenaarsverzet.

## Het eiland Walcheren
Vader Jan Toorop kwam al vanaf 1898 jaarlijks in de zomermaanden naar Domburg op Walcheren, om er te werken. Zo maakte dochter Charley als klein meisje al kennis met het eiland. Samen dwaalden ze langs strand en duin met potlood en schetsboek. Hier maakte ze haar eerste schilderijtjes en werd haar belangstelling voor de schilderkunst gewekt. De Middelburgse dichter P.C. Boutens droeg zijn gedicht Beatrijs op aan de toen zestienjarige Charley en haar vriendin Elsje.
In 1911 liet Jan Toorop een tentoonstellingsgebouwtje neerzetten op het duin, wat de plek werd van de jaarlijkse Domburgse zomertentoonstellingen, die tot 1921 georganiseerd werden; Charley deed er aan mee. Ook leerde ze zo Bart van der Leck en Piet Mondriaan kennen, die haar vrienden werden. Ze had grote bewondering voor de schilder Vincent van Gogh en bracht daarom de zomer van 1922 door in de armoedige Waalse mijnstreek de Borinage, waar Van Gogh eerder had gewoond en gewerkt. Daar ontdekte ze wat ze wilde met haar schilderkunst: eenvoudige, hardwerkende mensen schilderen, waarbij stijl en onderwerp zouden samenvallen. Daarom zocht ze in 1924 op Walcheren bewust het dorp Westkapelle op waar ze boeren, landarbeiders en dijkwerkers kon schetsen. Daar was voor haar het leven nog 'echt' en 'zuiver'; daar waren de mensen nog met elkaar en de aarde verbonden, aldus Toorop.
Ze vond logies in hotel De Valk, een eenvoudige dorpsherberg waar ze zich thuis en vrij voelde, mede door de vriendschap die ontstond met de eigenaresse Miene van Mill-Verhulst. De voorraadschuur van de herberg was hier Toorops atelier. 's Avonds dronk ze met de mannen aan de toog een borreltje mee en zocht ze al doende haar modellen uit. Zo ontstonden haar krachtige schilderijen uit de periode 1927-1933, zoals Boerengezin (1927), Muzikanten, Dansende boeren (1927), Boeren (1930), Aan de toog (1933) en enkele jaren later Oude boer (1939). Deze tijd was een vruchtbare periode in haar schildersleven. Tijdens de oorlogsjaren 1940-45 kon ze moeilijk naar Zeeland reizen, maar na de bevrijding keerde ze terug naar Westkapelle. Het oude dorp vond ze er niet meer; door de bombardementen op de zeedijk in oktober 1944 was het, samen met De Valk, verwoest. Tijdens de wederopbouw in 1947 ontstond er een heel nieuw dorp en een nieuw hotel De Valk. Westkapelle had niet meer de oude charme; toch bleef Toorop er tot aan haar dood in 1955 jaarlijks terugkomen. Ze vond er een nieuw atelier in een schuur aan de Kloosterstraat, waar ze voornamelijk stillevens schilderde. Enkele maanden voor haar dood in november 1955 bracht ze nog een bezoek aan De Valk in Westkapelle, haar laatste.
In Westkapelle is een monument voor haar opgericht, omdat ze daar zo vaak verbleef en veel schilderijen van de Westkappelse bevolking heeft gemaakt. Ook is er in Westkapelle een straat naar haar vernoemd. In 2017 noemde de gemeente Amsterdam een brug naar haar: de Charley Tooropbrug.

## Tentoonstellingen (selectie)
- 2015 Scherp kijken, Museum MORE, Gorssel
- 2008 Werken op papier - Charley Toorop (1891-1955), Museum Kranenburgh, Bergen
- 2008 Vooral geen principes!: Charley Toorop, Museum Boijmans Van Beuningen, Rotterdam
- 2004 Keerpunt: Keuze uit het aankoopbeleid van Jos de Gruyter Groninger Museum (Zelfportret met drie kinderen)
- 1982 Overzichtstentoonstelling van Charley Toorop, Centraal Museum, Utrecht.

## Werk in openbare collecties (selectie)
- Centraal Museum, Utrecht[17]
- Kunstmuseum Den Haag
- Groninger Museum
- Kröller-Müller Museum, Otterlo

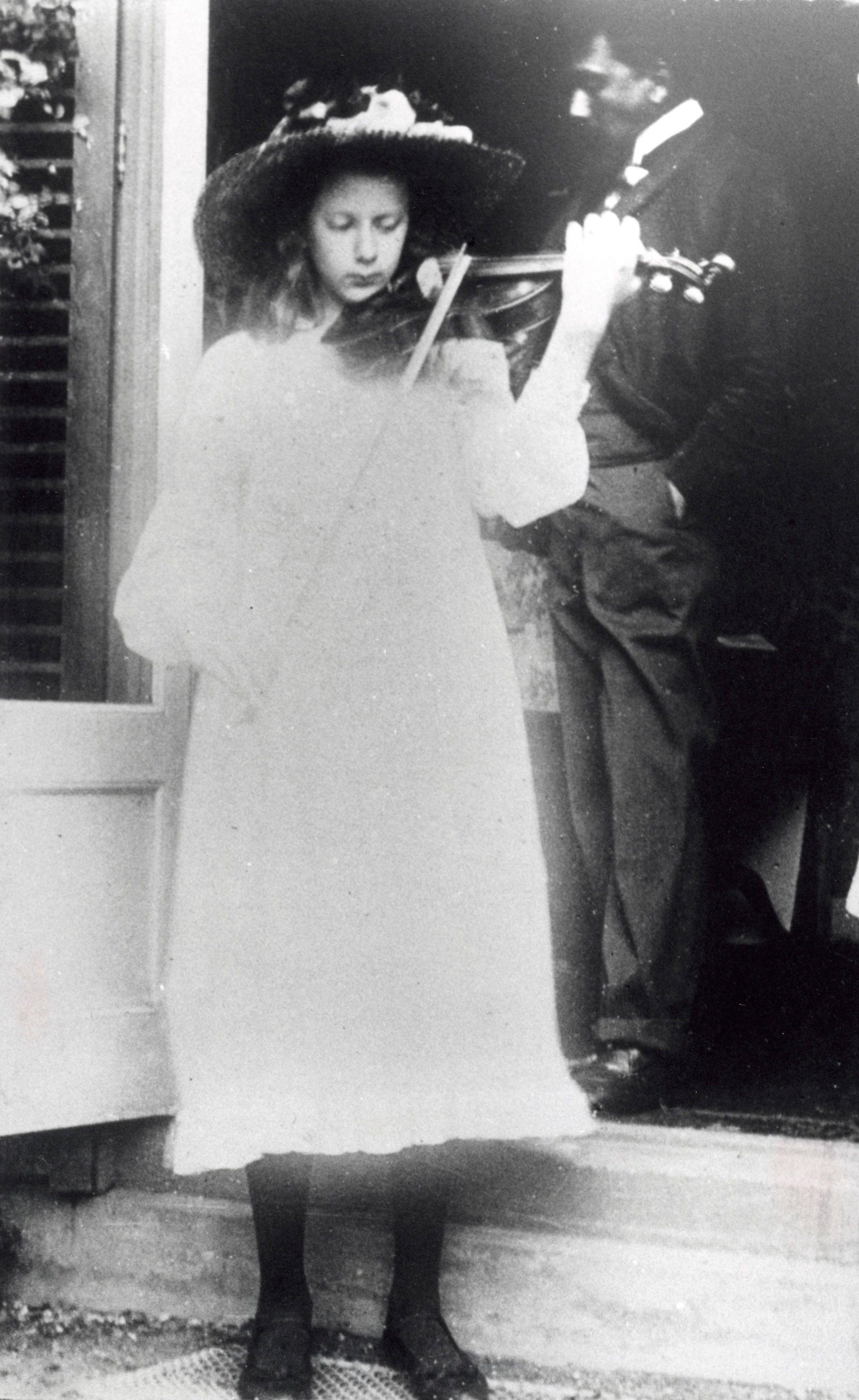
Toorop als violiste (1903)

- Museum Boijmans Van Beuningen, Rotterdam[18]
- Museum Arnhem
- Museum de Fundatie, Zwolle
- Museum Kranenburgh, [Bergen
- Museum MORE, Gorssel
- Polderhuis Westkapelle Dijk- en Oorlogsmuseum
- Rijksmuseum Amsterdam[19]
- Stedelijk Museum Alkmaar
- Stedelijk Museum Amsterdam
- Zeeuws Museum, Middelburg